# Robert H. Waterman, Jr.
 (février 2015).
Robert H. Waterman, Jr. est un consultant et auteur américain, spécialiste du management.

## Œuvre
- Le Prix de l'excellence (avec Thomas Peter)
- L'Adhocratie